# Yoshii Kosuke
Kosuke Yoshii (sinh ngày 19 tháng 3 năm 1986) là một cầu thủ bóng đá người Nhật Bản.

## Sự nghiệp câu lạc bộ
Kosuke Yoshii đã từng chơi cho Shonan Bellmare, Roasso Kumamoto và Kagoshima United FC.